# Right Here Waiting
A Right Here Waiting Monica amerikai énekesnő hatodik, utolsó kislemeze második, The Boy Is Mine című stúdióalbumáról. Richard Marx azonos című dalának feldolgozása. A dalt 1999. december 14-én küldték el az R&B-rádióadóknak; csak bakelitlemezen jelent meg, korlátozott példányszámban. Videóklip nem készült a dalhoz.

## Számlista
CD maxi kislemez (USA; promó)
1. Right Here Waiting (Radio Edit) – 4:08
2. Right Here Waiting (Instrumental) – 4:29
3. Right Here Waiting (Call Out Research Hook) – 0:10

## Helyezések
| Slágerlista (1999)                  | Legmagasabb helyezés |
| ----------------------------------- | -------------------- |
| USA Billboard Hot R&B/Hip-Hop Songs | 101                  |